# 欧谢勒
欧谢勒（法語：Auchel，法語發音：[oʃɛl]）是法国上法蘭西大區加来海峡省的一个市镇，属于贝蒂讷区。

## 地理
欧谢勒（50°30'30"N, 2°28'25"E）面积6 平方千米，位于法国上法蘭西大區加来海峡省，该省份为法国北部沿海省份，西北濒北海，南至索姆省，东临北部省。
与欧谢勒接壤的市镇（或旧市镇、城区）包括：比尔比尔、科希阿拉图尔、洛赞盖姆、马尔勒莱米讷、阿卢阿涅、卡洛讷-里库阿尔、费尔费。
欧谢勒的时区为UTC+01:00、UTC+02:00（夏令时）。

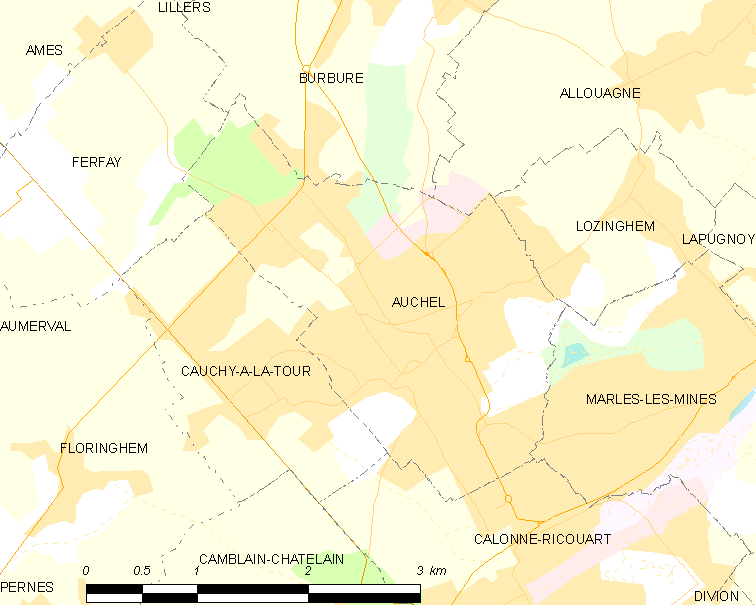
欧谢勒的OSM定位图

## 行政
欧谢勒的邮政编码为62260，INSEE市镇编码为62048。

## 政治
欧谢勒所属的省级选区为欧谢勒县。

## 人口

1962-2008年间欧谢勒人口变化图示

欧谢勒于2022年1月1日时的人口数量为10124人。